# Alan Kikwaki
Alan Kikwaki (Ukkel, 13 december 1999) is een Belgisch basketballer.

## Carrière
Kikwaki speelde in de jeugd van United Basket Woluwe en ASA Boitsfort. Hij ging 2017 collegebasketbal spelen voor de Iowa Lakes Community College Lakers van 2017 tot 2020. Hierna speelde hij een seizoen voor de Southeastern Oklahoma State Savage Storm. Van 2021 tot 2023 speelde hij nog voor de Dakota Wesleyan Tigers. In 2023 maakte hij de overstap naar de Duitse vierdeklasser TSV Neustadt temps Shooters waarmee hij kampioen speelde. Hij maakte voor het seizoen 2024/25 de overstap naar derdeklasser Itzehoe Eagles.

## Erelijst
- Duitse vierde klasse: 2024